# Chuck Lorre
Chuck Lorre, född Charles Michael Levine den 18 oktober 1952 i New York, är en amerikansk manusförfattare, regissör, producent och kompositör som har arbetat på många amerikanska sitcoms, inklusive Inte bara morsa, Dharma & Greg, 2 1/2 män, The Big Bang Theory och den kanadensiska TV-serien My Secret Identity, som visades under 1980- till 1990-talet. Han är även producent för sitcom serien Mom.
Han skrev Deborah Harrys radiosingel French Kissin' in the USA för hennes album Rockbird från 1986. Han skrev också tv-serien Teenage Mutant Ninja Turtles signaturmelodi tillsammans med Dennis C. Brown.

## Utmärkelser
Asteroiden 8629 Chucklorre är uppkallad efter honom.

## Meddelanden
Efter eftertexterna på teveserieavsnitt brukar samtliga inblandade produktionsbolag visa sina logotyper under en kort tid och i följd. Chuck Lorre har via sitt bolag Chuck Lorre Productions använt platsen för meddelanden till tittarna. De har valt att kalla dessa meddelanden Vanity Cards, ungefär fåfängekort eller förgänglighetskort. Dessa meddelanden har funnits på nästan alla avsnitt av Dharma & Greg, Två och en halv män, The Big Bang Theory och Mike  & Molly. Meddelandena kan vara allt från kortare berättelser med anknytning till inspelningen, avsnittet, allmänna betraktelser eller klagomål på tevebolaget till en bild med en hälsning. Meddelandena visas under så kort tid att de bara går att läsa genom att frysa bilden när meddelandet visas och det görs enklast på ett inspelat avsnitt. Flera av dessa Vanity Cards har censurerats, antingen av tevebolaget eller av Chuck Lorre Productions själva. På Chuck Lorre Productions hemsida har samtliga kort samlats och gjorts läsbara, inklusive de som censurerats och det Vanity Card som visades istället för det censurerade.